# Mahlerten
Mahlerten ist ein Dorf in der Gemeinde Nordstemmen im Landkreis Hildesheim in Niedersachsen.

## Geschichte
Funde und Ausgrabungen weisen auf eine frühe Besiedelung der Gegend. In der heutigen Gemarkung Betheln-Escherde, die an die Gemarkung Mahlerten angrenzt, befindet sich die Beusterburg. Es handelt sich um eine jungsteinzeitliche Anlage ca. 3000 v. Chr., die heute noch als Wallanlage wahrnehmbar ist. In den Gemarkungen Mahlerten (7), Heyersum (6) und Betheln (13) finden sich insgesamt 26 Hügelgräber.
Beiderseits der Breslauer Straße und im heutigen Neubaugebiet wurden ein Absatzbeil mit Schnuröse, eine Lanzenspitze sowie eine Streitaxt aus Urgestein gefunden. An der „Quelle“ (oberes Ende der Straße „Am Kastenborn“) wurde ein Hinkelsteinkeil, am Feldweg auf halber Höhe zum „Melkeschuppen“ wurde eine Arbeitsaxt aus Flint gefunden. Die Funde befinden sich im Roemer- und Pelizaeus-Museum Hildesheim und stammen aus der Bronzezeit (2000–1000 v. Chr.).
Die erste namentliche Erwähnung findet das Dorf Malertune im Jahre 1160 in einer Urkunde des Bischofs Hartbert von Hildesheim. Im Jahr 1224 wird das Dorf als Malerthe, im Jahr 1284 als Malerte bzw. Malerde in Urkunden erwähnt.
Am 1. März 1974 wurde Mahlerten in die Gemeinde Nordstemmen eingegliedert.

## Religion
Die Mahlerter St.-Bartholomäus-Kirche ist eine einschiffige romanische Bruchsteinkirche aus dem 10./11. Jahrhundert. Noch zur Zeit Karls des Großen um 800 entstand die erste Missionskirche in Elze, von wo aus hauptsächlich westlich der Leine Gemeinden gegründet wurden. U. a. scheint die Ortschaft Burgstemmen (süd-westl. Nachbarort, ein Kilometer Entfernung, 996 wird die dortige Kirche erwähnt) der Elzer Mission ihre Existenz zu verdanken. Mahlerten und Heyersum (östl. Nachbarort, ein Kilometer Entfernung) dagegen wurden eher durch Aktivitäten von Hildesheim aus zum Christentum bekehrt. Im Jahre 815 gründet Ludwig der Fromme das Bistum Hildesheim. Um die Wende des 10./11. Jahrhunderts entstanden als Unterorganisationsebene die Archidiakonate, die Vorläufer der heutigen Kirchenkreise. Im Jahre 1040 übernahm hier das Archidiakonat Sarstedt die Kirchenaufsicht.
Durch die Reformation und die Hildesheimer Stiftsfehde entstanden Veränderungen im kirchlichen Leben. Als 1523 ein großer Teil des Hildesheimer Groß-Stiftes an Calenberg gefallen war, unterstanden die Mahlerter weiterhin einem katholischen Landesherren: Erich I. Seine zweite Ehefrau, Elisabeth von Brandenburg, erkannte in der Reformation ein gutes Mittel zur Stärkung landesherrlicher Macht und trat nach dem Tod von Erich I. (1540) zum neuen Glauben über.
Heute ist Mahlerten zusammen mit Burgstemmen und Heyersum Teil der evangelischen Dreikirchengemeinde.

## Politik

### Ortsrat
Der Ortsrat von Mahlerten setzt sich aus zwei Ratsfrauen und fünf Ratsherren zusammen. Im Ortsrat befinden sich zusätzlich zwei beratende Mitglieder (jeweils CDU und SPD).
- SPD: 4 Sitze
- CDU: 1 Sitz
- Fraktionslose: 2 Sitze

(Stand: Kommunalwahl 11. September 2016)

### Ortsbürgermeister
Der Ortsbürgermeister ist Markus Schwenkler (SPD). Seine Stellvertreter sind Oliver Ohlendorf (SPD) und Raimund Schmack (CDU).

### Chronologie der Amtsinhaber von Mahlerten
| Gemeinderechnungsführer: - um 1900 Carl Gesemann - im Ersten Weltkrieg Ulrich Deppe (ehem. Lehrer bis 1925) - 1919–1931 Albert Höpfner (zugl. Gem.-Vorsteher) - 1931–1946 Heinrich Bartels (zugl. Bürgermeister) - 1946 Otto Albrecht - 1946–1947 Wilhelm Ahrens - 1947–1951 Heinrich Schwarze - 1951–1966 Gerhard Wieland - 1966–1974 Helmut Piesker | Gemeindedirektoren: - 1946–1950 Ferdinand Hubrich - 1950–1955 Otto Albrecht - 1955–1956 Heinrich Bartels (zugl. Bürgermeister) - 1956–1974 Oskar Schwabe (ab 1964 auch Bürgermeister) | Ortsbürgermeister nach der Gemeindereform 1974: - bis 1981 Oskar Schwabe - 1981–1986 Gustav Ullrich - 1986–2007 Hermann Hartmann - 2007–2011 Uwe Laxa - 2011–2016 Rolf Ising - seit 2016 Markus Schwenkler |

### Wappen
Der Gemeinde wurde das Ortswappen am 30. Juli 1938 durch den Oberpräsidenten der Provinz Hannover verliehen. Der Landrat aus Alfeld überreichte es am 14. November desselben Jahres.
| Wappen von Mahlerten | Blasonierung: „In Blau ein silberner Steintisch (Thiestein) auf grünem Hügel, an dessen Fuße ein silberner, geflochtener Zaun, bestehend aus drei Stäben und drei Bändern.“ |
| Wappen von Mahlerten | Wappenbegründung: Das Dorf Mahlerten – die älteste Namensform ist Malertune (12. Jahrhundert) – gehört zu der Gruppe der durch Wall und Zaunwerk befestigten Grenzorte Ostfalens gegen Engern, worauf das Grundwort des Namens zweifellos hindeutet. Größere Bedeutung erlangte die Ortschaft durch eine Mahlstatt, die sich bis ins Mittelalter erhielt. Noch im 15. und 16. Jahrhundert ist Mahlerten der Gerichtsort des Amtes Poppenburg. Auf den einstigen Thie und Gerichtsplatz weist der Thiestein hin und der Flechtzaun auf die Bedeutung Mahlertens in vorgeschichtlicher Zeit. |

## Wirtschaft und Infrastruktur
In Mahlerten gab es die Kornbrennerei Rühmekorf, die später unter dem Namen Wittenberg weiterbetrieben wurde. Der Betrieb, der seit 1818 immer in Familienbesitz war, stellte die Alkoholproduktion ein und gründete 2004 die „napus GmbH“, die wertvolles Pflanzen- bzw. Rapsöl gewinnt und vertreibt (Raps = Brassica napus ssp. oleifera). Weitere landwirtschaftliche Betriebe, die vor Ort wirtschaften, gibt es nicht mehr. Daneben bietet eine alteingesessene Firma ihre Dienste im Bereich „Kraftfahrzeuge – Verkauf und Repararatur“ an. Des Weiteren gibt es eine Bäckerei/Cafe, eine Änderungsschneiderei, eine Werbeagentur, eine Sonnensegelmanufaktur, ein Kosmetikstudio sowie eine Hobby-Imkerei.

### Bildung
Bis 1955 wurde die 1860 erbaute einklassige Schule genutzt. In dem zweiklassigen Schulneubau, der „Leunisschule“, wurden von 1955 bis 1967 alle Jahrgänge beschult, danach bis 1982 nur noch die Grundschüler unterrichtet. Nach dem Umbau 1983 ist diese ehemalige Schule jetzt das Dorfgemeinschaftshaus der Ortschaft Mahlerten.

### Verkehr
Das Dorf liegt an der Bundesstraße 1 (vormals Reichsstraße 1) ca. zwölf Kilometer westlich von Hildesheim. Im Hauptort der Gemeinde Nordstemmen ist ein Bahnhof an den Bahnstrecken Hannover–Göttingen und Hildesheim–Hameln.

### Vereine
Mahlerten hat ein aktives Dorfleben mit zahlreichen Vereinen:
- Freiwillige Feuerwehr Mahlerten, gegründet 1902
- Schützenverein, gegründet 1928
- DRK-Ortsverein, gegründet 1973
- Bund der Vertriebenen (BdV), gegründet 1950
- Reichsbund, gegründet 1950
- Sportverein Concordia Mahlerten, jetzt: Spielvereinigung Burgstemmen-Mahlerten
- Maibaum Team, gegründet 1996
- Förderverein Mahlerten, gegründet 2007

## Persönlichkeiten

### Söhne und Töchter des Ortes
- Johannes Leunis (1802–1873), Hildesheimer Geistlicher, Lehrer und Botaniker

### Personen, die mit dem Ort in Verbindung stehen
- Oscar Wichtendahl (1860–1933), Kirchenmaler des Historismus, restaurierte die Wandmalereien in der St.-Bartholomäus-Kirche